# Mołstowa
La Mołstowa est une rivière de Pologne. C'est un affluent de la Rega.

## Source
- (de) Cet article est partiellement ou en totalité issu de l’article de Wikipédia en allemand intitulé « Mołstowa » (voir la liste des auteurs).